# Beyond Repair
Beyond Repair — перший студійний альбом американської групи Throwdown, який був випущений 30 березня 1999 року.

## Композиції
1. No One - 2:14
2. Falling Forward - 2:46
3. Don't Lose Sight - 3:18
4. Slip - 3:04
5. Power Figure - 2:43
6. Standing Tall - 1:38
7. Sellout - 2:41
8. Never Too Old - 3:25
9. The Enemy - 3:25
10. Laid To Rest - 2:45
11. I Will Stand - 2:25
12. As We Choke - 2:39
13. Get Sick - 1:50